# Cryptopimpla fasciolurida
Cryptopimpla fasciolurida är en stekelart som beskrevs av Dali Chandra och Gupta 1977. Cryptopimpla fasciolurida ingår i släktet Cryptopimpla och familjen brokparasitsteklar. Inga underarter finns listade i Catalogue of Life.